# С жени на море
„С жени на море“ (на английски: Couples Retreat) е американска романтична комедия от 2009 година на режисьора Питър Билингсли (който отбелязва своя режисьорски дебют), по сценарий на Джон Фавро, Винс Вон и Дейна Фокс, с участието на Вон и Фавро, Джейсън Бейтман, Файзон Лав, Кристин Дейвис, Малин Акерман, Кристен Бел и Жан Рено.

## В България
В България филмът е пуснат на 4 декември 2009 г. от Прооптики България.
На 14 февруари 2011 г. е издаден на DVD от A+Films.
На 17 февруари 2013 г. е излъчен премиерно по NOVA с български войсоувър дублаж на Диема Вижън, чието име не се споменава. Екипът се състои от:
| Озвучаващи артисти  | Петя Миладинова Елисавета Господинова Христина Ибришимова Светозар Кокаланов Силви Стоицов Васил Бинев |
| Преводач            | Ирина Ценкова                                                                                          |
| Тонрежисьор         | Стефан Дучев                                                                                           |
| Режисьор на дублажа | Димитър Кръстев                                                                                        |

На 23 август 2017 г. е излъчен и по каналите на bTV с втори войсоувър дублаж на Медия линк. Екипът се състои от:
| Преводач            | Пламен Узунов                                                                |
| Тонрежисьор         | Емил Енев                                                                    |
| Режисьор на дублажа | Михаела Минева                                                               |
| Озвучаващи артисти  | Ася Братанова Милица Гладнишка Александър Воронов Васил Бинев Калин Сърменов |